# 神保長住
神保 長住（じんぼう ながずみ）は、戦国時代から安土桃山時代にかけての武将。

## 生涯
越中国の戦国大名・神保長職の嫡子と推定される。同族に神保氏張がいる。また、兄弟と推定されていた長城、長国は、長住の前身で、同一人物であるとする説が有力である。
従来の説では、永禄11年（1568年）頃、甲斐武田氏や加賀一向一揆との同盟を主張して、親上杉氏の政策を維持しようとした父・長職や重臣・小島職鎮らと対立。越後国の上杉謙信が介入し、長住ら反上杉派は鎮圧されたとされるが、久保尚文によると、長職と対立したのは、長住ではなく猶子氏張であるという。また、父子対立の根拠となっていた7月29日付上杉謙信宛織田信長書状の年次比定が永禄12年に改められた。
元亀2年末、長職は宗昌と改名し、長城と連署して八尾聞名寺に禁制を発給しており、出家して家督を長城に譲っていることがわかる。この長城が、後の長住であると考えられている。この後程なくして長職は没したと思われ、長城は次第に反上杉方の立場を取るようになる。これに対し上杉派家臣の小島職鎮、神保覚広らは、火宮城に拠って独自の行動を取り、神保家中は分裂した。元亀3年、加賀一向一揆が越中に侵攻してくると、増山衆が一揆方として富山城に入城している。この頃、長城は長国と改名している。
天正4年9月、上杉謙信により増山城が攻略され、牢人となった長国は、天正5年（1577年）2月25日、京都清水寺に寄進を行い、帰国武運長久を祈願した。この頃織田信長に扶持されるようになったと思われる。同年11月16日、謙信により能登国珠洲郡細谷村、神保越中守分89貫457文が飯田与三左衛門に与えられている。このことから、長住は能登にも所領を持っていたとみられる。
天正6年（1578年）、謙信の急死を契機として、長住と改名し、信長より佐々長穐らの兵を与えられて織田軍の先鋒として飛騨国経由で越中へ侵攻した。長住は国人の斎藤信利、小谷六右衛門、二宮長恒などを味方につけ、増山城を攻略し、越中西南部を制圧した。9月には更に斎藤利治が濃尾の兵を率いて援軍に加わり、月岡野の戦いで上杉・椎名勢に大勝した。斎藤勢ら援軍は間もなく帰国したが、津毛城に入っていた長住は北進して神保氏ゆかりの富山城を奪還し、更に東進して新庄城、松倉城に攻め入るなど活発な軍事行動を行ったが、天正9年（1581年）の佐々成政越中入国後はその指揮下に入った。
天正10年（1582年）、上杉方より神保昌国、神保信包(覚広)らに太田の領有と越中支配の委任が約束されて、同年3月、長住は、旧臣の小島職鎮、唐人親広らに富山城を急襲され、幽閉された。間もなく織田軍の反攻で助けられたが、この事件で長住は失脚し、追放された。その後、かつて長住の傘下にあったと思われる国衆・菊池右衛門入道が織田家臣・柴田勝家に長住の身上取り成しを依頼しているが叶わず、翌年に伊勢神宮へ越中還住を祈願している。その後の長住の消息は不明である。